# Grzegorz (Markopulos)
Grzegorz (gr. Μητροπολίτης Γρηγόριος, imię świeckie Dimitrios Markopulos) (ur. 1970 w Pireusie) – biskup Cerkwi Prawdziwych Prawosławnych Chrześcijan Hellady, od 2015 metropolita Tesaloniki.

## Życiorys
W 1989 został postrzyżony na mnicha i otrzymał święcenia diakonatu, a w 1994 prezbiteratu. W 1999 otrzymał chirotonię biskupią. W 2015 wybrany został na metropolitę Tesaloniki.